# David Bronštejn
David Jonovič Bronštejn (Дави́д Ио́нович Бронште́йн; 19. února 1924 Bílá Cerekev, Ukrajina – 5. prosince 2006, Minsk, Bělorusko) byl sovětský (ukrajinský) šachista.
V roce 1946 hrál v zápase Praha – Moskva. V roce 1948 vyhrál první mezipásmový turnaj v Saltsjöbadenu. V roce 1950 dělil v Budapešti v turnaji kandidátů první místo, v užším zápase porazil Boleslavského. O rok později se utkal o titul mistra světa v Moskvě s Botvinnikem, zápas skončil 12 : 12, Botvinnik titul udržel. V roce 1955 získal první cenu v mezipásmovém turnaji v Göteborgu.

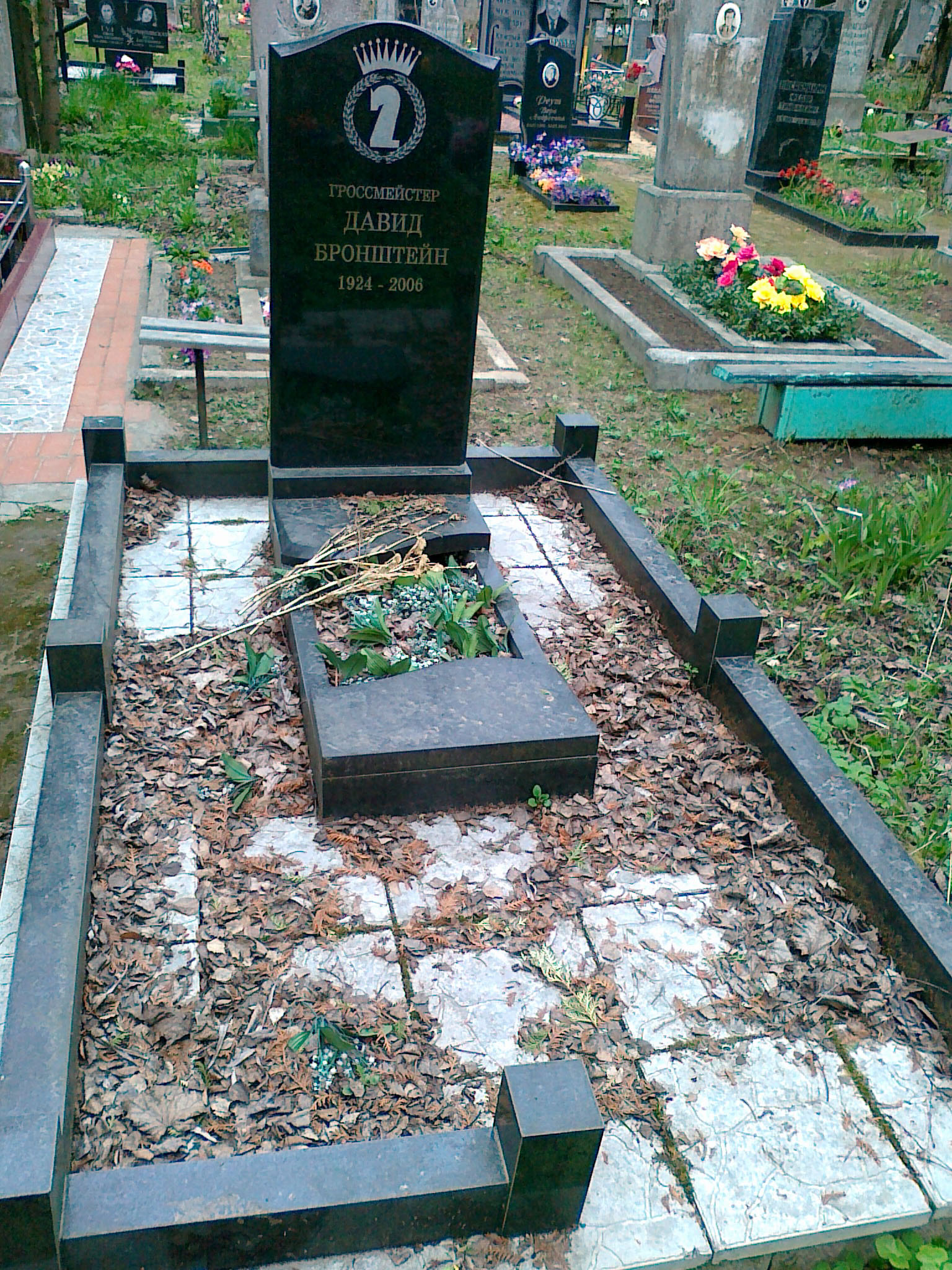
Náhrobek na Čižovském hřbitově v Minsku